# 주산진

주산 진의 위치

주산진(중국어: 竹山鎮, 병음: Zhúshān Zhèn)은 중화민국 난터우 현의 진이다. 넓이는 247.3339km2이고, 인구는 2015년 8월 기준으로 56,176명이다.

## 역사
주산 진은 난터우 지구 안에서 가장 이른 시기에 개발이 행해진 지역이다. 명의 영력 15년, 정성공이 무장 임비(林圮)를 주산에 파견해 개간을 시작해 임기는 주산 진의 개조로 불린다. 주산 진의 옛 이름인 임비포(林圮埔)는 임비가 무번개간한 공적에 의해 명명된 것이다.
일본 통치 시대인 1920년, 지방 제도 실시와 함께 이 지방이 타이완 안에서도 좋은 대나무가 많이 나는 것과 관련해 다케야마(竹山)라고 개칭되었다. 2차 대전 후에는 타이중 현 주산 구에 속했지만, 1950년의 지방 행정구 개혁과 함께 난터우 현이 설치되면서 여기에 속하게 되었다.

## 교통
- 국도 3호선